# Ganjiachang (sockenhuvudort i Kina, Hubei Sheng, lat 29,75, long 112,07)
Ganjiachang är en sockenhuvudort i Kina. Den ligger i provinsen Hubei, i den centrala delen av landet, omkring 230 kilometer sydväst om provinshuvudstaden Wuhan. Antalet invånare är 37 294. Befolkningen består av 18 466 kvinnor och 18 828 män. Barn under 15 år utgör 12,0 %, vuxna 15-64 år 76 %, och äldre över 65 år 10,0 %.
Runt Ganjiachang är det tätbefolkat, med 493 invånare per kvadratkilometer. Närmaste större samhälle är Nanping, 17,7 km norr om Ganjiachang. Trakten runt Ganjiachang består till största delen av jordbruksmark.
Genomsnittlig årsnederbörd är 1 563 millimeter. Den regnigaste månaden är maj, med i genomsnitt 235 mm nederbörd, och den torraste är december, med 28 mm nederbörd.